# Championnat de France N1F de kayak-polo
Le championnat de France N1F de kayak-polo est une compétition de kayak-polo regroupant les meilleures équipes féminines françaises, et correspondant à la première division.

## Présentation
Le championnat se déroulent généralement de mars à juillet, où les équipes disputent entre 4 et 6 matchs durant le week-end. Le fonctionnement est similaire celui des autres sports, il y a des matchs aller et retour puis un classement global en fin de saison.
Le championnat de France ou Nationale 1 féminine regroupe les meilleures équipes françaises. Les équipe d'un niveau inférieur jouent en Nationale 2 féminine, un championnat existant depuis 2023. 
L'équipe championne de France remporte un droit de participation à la Coupe d'Europe des Club (ECC) qui regroupe les meilleurs équipes européennes. 
Depuis 2020, il existe un tournoi supplémentaire : les playoffs ou finales des championnats de France. L'équipe qui remporte ce tournoi est sacrée Championne de France et remporte aussi un droit de participation à l'ECC.  

## Localisation des équipes
| Carte de France · Acigné · Avranches · Cestas · Montpellier · CD44 · Saint-Omer · Tarbes Auch Midi-Pyrénées |

Localisation des équipes du championnat de France N1F de kayak-polo 2008-2009

## Liste des vainqueurs de la saison régulière (anciennement championnes de France)
| Année | Club       |
| ----- | ---------- |
|       |            |
| 1992  | Saint-Omer |
| 1993  | Saint-Omer |
| 1994  | Saint-Omer |
| 1995  | Saint-Omer |
| 1996  | Saint-Omer |
| 1997  | Saint-Omer |
| 1998  | Saint-Omer |
| 1999  | Saint-Omer |
| 2000  | Saint-Omer |

| Année | Club                      |
| ----- | ------------------------- |
| 2001  | Saint-Omer                |
| 2002  | Saint-Omer                |
| 2003  | Acigné                    |
| 2004  | Acigné                    |
| 2005  | Acigné                    |
| 2006  | La Réunion                |
| 2007  | Niagara                   |
| 2008  | Niagara                   |
| 2009  | Tarbes Auch Midi-Pyrénées |
| 2010  | Saint-Omer                |

| Année | Club                      |
| ----- | ------------------------- |
| 2011  | Tarbes Auch Midi-Pyrénées |
| 2012  | CD Loire-Atlantique       |
| 2013  | Montpellier               |
| 2014  | CD Loire-Atlantique       |
| 2015  | CD Loire-Atlantique       |
| 2016  | Montpellier               |
| 2017  | Montpellier               |
| 2018  | CD Loire-Atlantique       |
| 2019  | Canoë-club d'Avranches    |
| 2020  | Canoë-club d'Avranches    |
| 2021  | Canoë-club d'Avranches    |
| 2022  | Canoë-club d'Avranches    |
| 2023  | Canoë-club d'Avranches    |
| 2024  | Acigné I                  |

## Liste des championnes de France (vainqueur des playoffs)
| Année | Club                   |
| ----- | ---------------------- |
| 2020  | Canoë-club d'Avranches |
| 2021  | Canoë-club d'Avranches |
| 2022  | Acigné IF              |
| 2023  | Canoë-club d'Avranches |
| 2024  | Montpellier            |